# Incest mellan tvillingar
Incest mellan tvillingar (tvillingincest, engelska: twincest) , även känd som "twincest", är en underklass av syskonincest och omfattar både heterosexuella och homosexuella relationer. I den moderna västeuropeiska kulturen är ett sådant beteende tabu och sällsynt. Däremot är incest mellan tvillingar ett vanligt inslag i den indoeuropeiska, indonesiska och oceaniska mytologin. Det finns också några samhällen där förbudet är begränsat och där det åtminstone delvis accepteras.

## Tvillingincest i mytologin
Tvillingincest är ett framträdande inslag i den gamla germanska mytologin, och dess moderna yttringar, såsom förhållandet mellan Siegmund och Sieglinde i Richard Wagners Valkyrian. Tvillingincest förekommer även i den grekiska mytologin, till exempel i berättelsen om Byblis och Kaunos.

## Tvillingincest i modern tid
I en intervju om homosexualitet och incest mellan tvillingar menar forskaren Ray Bixler att de flesta homosexuella tvillingar som haft sexuella relationer med sin tvilling inte försöker, och inte heller vill, förföra den andra parten i vuxen ålder. Hans studie utgår från Edvard Westermarcks hypotes att sexuell dragningskraft är generellt sett frånvarande i relationer mellan medlemmar i en kärnfamilj.